# 坎農斯堡 (肯塔基州)
坎農斯堡（英語：Cannonsburg）是位於美國肯塔基州博伊德縣的一個人口普查指定地區。

## 人口
根據2020年美國人口普查的數據，坎農斯堡的面積為4.52平方千米，當中陸地面積為4.52平方千米，而水域面積為0.00平方千米。當地共有人口862人，而人口密度為每平方千米190.71人。